# HMS Activity
HMS Activity je bila letalonosilka Kraljeve vojne mornarice, ki je služila med drugo svetovno vojno.
Zgrajena je bila kot tovorna ladja, nato pa so jo preuredili kot eskortno letalonosilko.